# Smart högtalare
En smart högtalare (på engelska: smart speaker) är en typ av trådlös högtalare och smart enhet som använder Wi-Fi, Bluetooth och andra standarder för att utöka användning utöver uppspelning av ljud. Efter att ett aktiveringsord yttrats (ofta högtalarens namn som t.ex. "Hey Google" eller "Alexa") så kan smarta högtalare bland annat svara på frågor, styra uppspelning av musik eller kontrollera uppkopplade enheter i hemmet som t.ex. smarta glödlampor. Smarta högtalare kan inkludera röststyrning i form av en digital assistent och är oftast uppkopplade mot internet. Google Home och Amazon Echo är exempel på smarta högtalare.
Enligt en undersökning 2021 använde 16 procent av den svenska befolkningen smarta högtalare. Det var en ökning med 11 procent på två år.

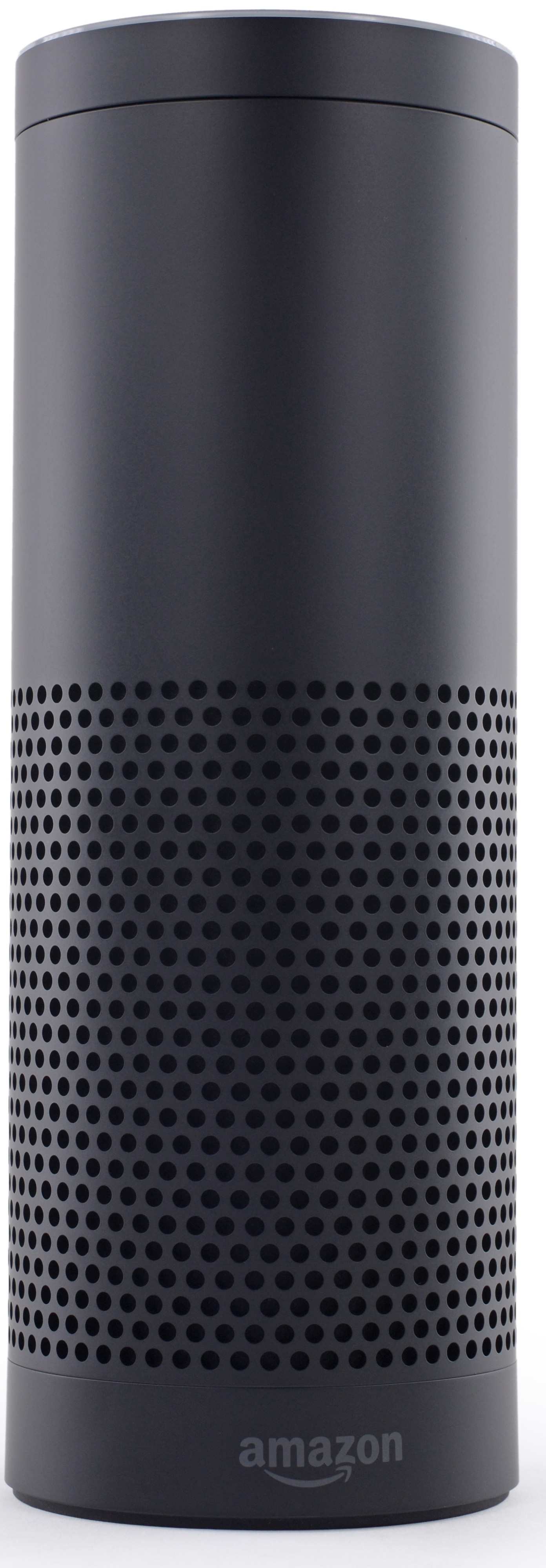
Amazon Echo är också en smart högtalare.